# 喜和田鉱山
喜和田鉱山(きわだこうざん)は、山口県岩国市二鹿にあるタングステン鉱山。1992年に採掘を休止し、2005年に事実上閉山した。

## 略史
1669年に発見されたと伝えられる。当時は「ニ鹿鉱山」と呼ばれ、1671年以降、主に銅や鉛の小規模な採掘が行われていた。
1909年に、それまで捨てられていた石（ズリ）の中から大量の灰重石が発見され、タングステンの一大産地として脚光を浴びることになった。1911年に株式会社粟村工業所が鉱山を買収し、以降タングステン鉱山として操業した。最盛期には、粗鉱換算で年間7,000t程度を出荷していた。
タングステンは市況変動が激しく、日本のタングステン鉱山は操業と休業を繰り返した。高品位の鉱石に恵まれていた喜和田鉱山はその中でも比較的採算がよく、操業期間は長い。1980年代以降のタングステン価格下落に伴い、タングステン鉱山の閉山が相次ぐ中、同鉱山は1982年に(株)喜和田鉱山として独立し、操業を継続した。
喜和田鉱山には選鉱設備がなく、長らく京都府の大谷鉱山に処理を委託していたが、この鉱山が1982年に閉山したため、その後は近隣の玖珂鉱山に処理を委託していた。その後玖珂鉱山が「地底王国美川ムーバレー」として観光坑道化して選鉱作業を停止したため、鉱山としての操業継続が困難になり、1992年に操業を休止した。

## 地質・鉱石について
喜和田から玖珂地区にかけての主な地質は、玖珂層群および白亜紀花崗岩で構成されている。この地区のタングステン鉱脈は、スカルン型鉱床と石英脈からなっている。スカルン型鉱床は、白亜紀花崗岩から供給された鉱液が、玖珂層群に含まれる石灰岩と交代することで生成したと考えられている。一方、石英脈は鉱液の通路を充填して生成したものであり、通路がスカルン型鉱床と交叉する付近でのみ灰重石を含有している。
喜和田鉱山では幾つもの鉱体が発見・開発されてきたが、この中でも第11鉱体と呼ばれるものは、幅約50m、長さ約120mあり、鉱石換算で約11万tの埋蔵量があると推定される、同鉱山最大の物である。この鉱体のタングステン含有率は、平均で8ないし10%、最大では約50%にも達したとされており、世界で最も高品位のタングステン鉱床の一つとして有名である(ちなみに、2007年のタングステン市況に基づく、タングステン鉱山の採算ラインはおよそ含有率1%といわれる)。発見当初、紫外線を当てることで神秘的な発光現象を見せる坑道の様子が、「地下の天の川」としてマスコミに紹介された。

## 現状
採掘休止後、鉱山長が個人で坑道の維持・管理を行っており、事前登録制で坑道を案内するツアーも開催されていた。2005年2月に坑道が完全封鎖された。坑内とその周辺には約2,000tの鉱石が残っていたが、経済産業省の仲介でレアメタル専門流通業者が買い取ることが決まり、2007年6月から10月にかけて搬出された。
従来、鉱山の近くに鉱山長が運営する光る石資料館が設置され、坑道図や坑道内の灰重石を展示する他、国内外の各種鉱石を展示・販売していたが、鉱石の搬出が完了したことなどを受け、2008年8月末で閉鎖された。同月には資料館の近くに記念碑が建立され、「日本最後のタングステン鉱山」としての歴史を後世に伝えている。光る石資料館は旧大谷鉱山社宅跡（京都府亀岡市）に移設され2009年4月に再開されたが、2020年頃に閉館となった。　